# Народна армія (газета)
«Народна армія» — колишнє всеукраїнське видання, центральний друкований орган Міністерства оборони України.
27 грудня 2018 року вийшов останній номер газети у зв'язку з виконанням вимог Закону України «Про реформування державних і комунальних друкованих засобів масової інформації». Значна кількість досвідчених журналістів видання перейшла до новоствореного інтернет-ЗМІ «АрміяInform».

## Історія створення
Історія газети «Народна армія» починається 21 липня 1943, коли на підставі директиви штабу Сталінградського військового округу була сформована окружна газета «Сталинградец». Першим місцем її дислокації став населений пункт Бекетівка.
23 жовтня 1943 року видання змінює назву на «Ленинское знамя» та стає газетою Київського військового округу. Надалі з 10 листопада 1943 року до 15 січня 1944 року редакція газети дислокується в місті Чернігів, а з 16 січня 1944 року — у столиці України м. Київ.
У повоєнний період журналісти газети активно висвітлювали життєдіяльність Збройних Сил тодішнього Радянського Союзу, брали участь у всіх широкомасштабних навчаннях, що проводилися на території Київського військового округу. З липня 1962 року по січень 1964 року група офіцерів редакції перебувала на Кубі, де виконувала завдання з формування редакції газети «На боевом посту».
У 1986 році після аварії на Чорнобильській АЕС журналісти «Ленинского знамени», починаючи з травня, щодня виїздили в район аварії, звідки повідомляли читачів газети про хід ліквідації наслідків аварії, самовіддану і героїчну працю військовослужбовців, цивільних фахівців. Лише за 1986 рік у газеті було опубліковано понад 400 статей, кореспонденцій, репортажів, нарисів та замальовок з цієї тематики. З жовтня 1986 року по грудень 1987 року в зоні відчуження діяв кореспондентський пункт «Ленинского знамени», який оперативно інформував про хід ліквідації аварії на ЧАЕС.
У грудні 1988 року після землетрусу у Вірменії військові журналісти газети відряджалися до потерпілих від стихії міст Спітак, Ленінакан, Пушкін, звідки надсилали до редакції матеріали про допомогу України вірменському народові, зокрема, про внесок військовослужбовців Київського військового округу у подолання наслідків стихійного лиха.

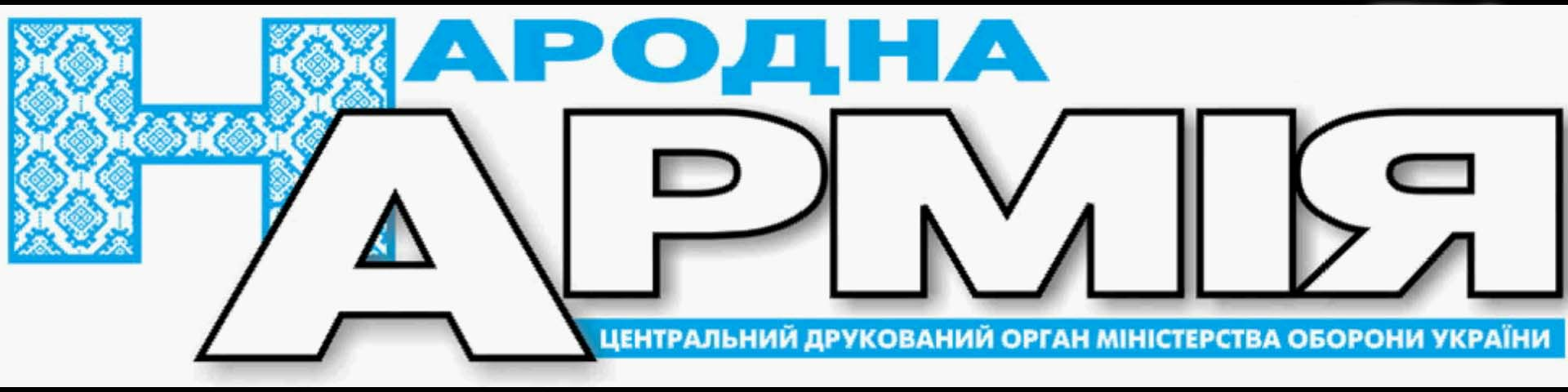
Старий логотип газети

З набуттям Україною незалежності та створенням Збройних Сил України правонаступницею «Ленинского знамени» стала газета «Народна армія». 11 жовтня 1991 року Верховна Рада України відповідною Постановою надала їй статус Центрального друкованого органу Міністерства оборони України. 5 грудня 1991 року Державний комітет України по пресі зареєстрував «Народну армію» і видав їй відповідне свідоцтво. 13 січня 1992 року особовий склад редакції склав Військову присягу на вірність українському народові. На цій церемонії був присутній народний депутат України Левко Лук'яненко.

## Теми публікацій

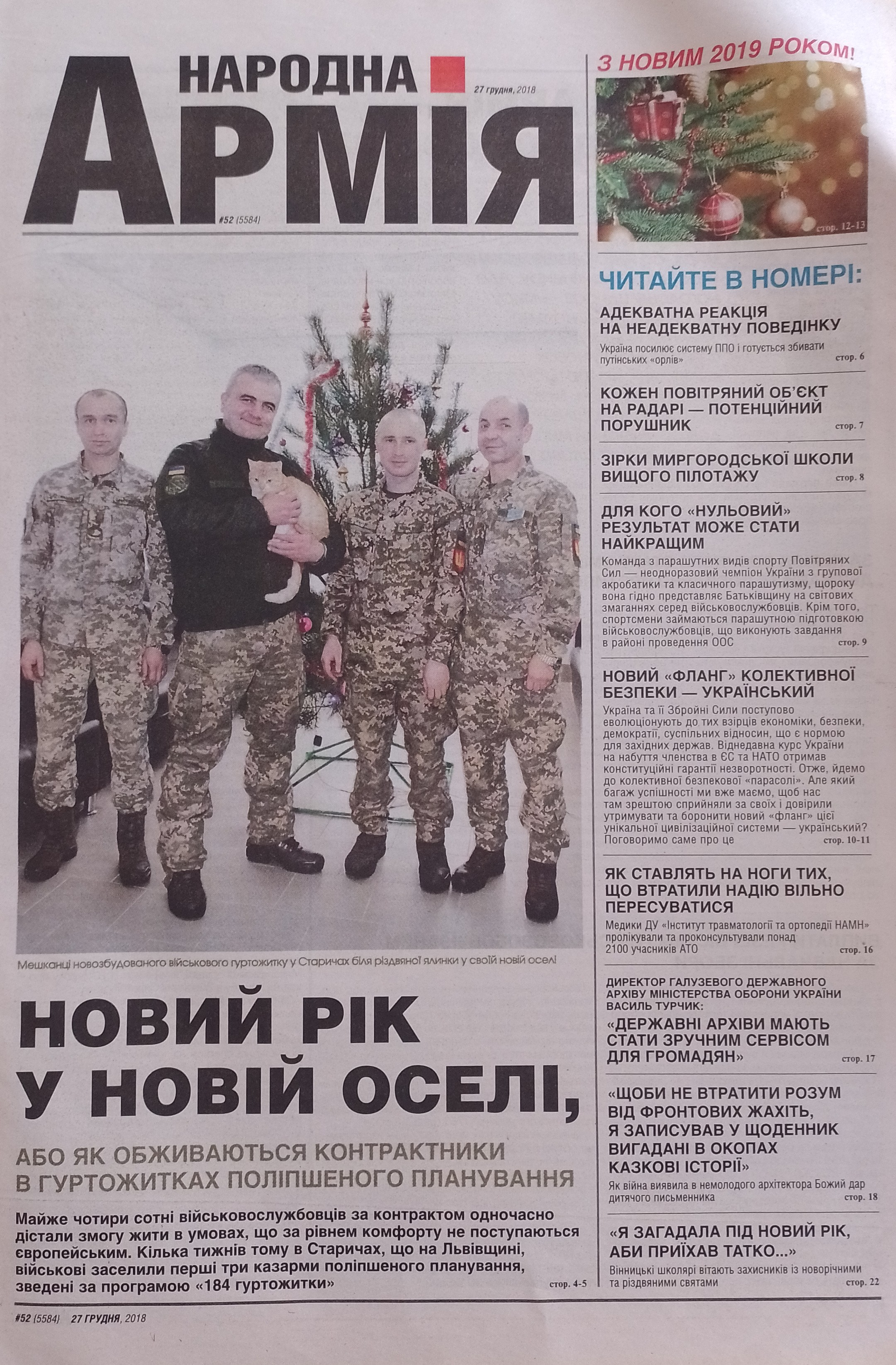
Останній номер газети, 27 грудня 2018 р.

За ці роки журналісти газети брали активну участь у створенні, реформуванні та розвитку Збройних Сил України. Значна увага приділялася висвітленню підготовки військ, військового міжнародного співробітництва, соціального захисту військовослужбовців та членів їхніх сімей, економічної діяльності та конверсії, питань військової історії, культури та спорту, військово-патріотичного виховання молоді. Окремою сторінкою в новітній історії газети стала участь військових журналістів «Народної армії» в миротворчих операціях Збройних Сил України. Зокрема, кореспонденти видання висвітлювали діяльність українських миротворців, які входили до складу багатонаціональних сил ООН, а згодом — СФОР, з підтримання миру в колишній Югославії, зокрема, в Боснії і Герцеговині, а також діяльність українсько-польського батальйону, що входив до складу багатонаціональних сил КФОР у Косові. Також журналісти «Народної армії» готували матеріали безпосередньо з місця подій у Лівані, Кувейті, Іраку, Сьєрра-Леоне, Ліберії. Брали участь представники газети і практично в усіх міжнародних навчаннях за участю українських військовослужбовців як в Україні, так і за кордоном.
У зоні АТО 30 жовтня 2014 року вийшов друком перший номер спеціального випуску газети «Народна армія» — так звана польова версія. Її заплановано видавати щотижня.
27 грудня 2018 року вийшов останній номер газети у зв'язку з виконанням вимог Закону України «Про реформування державних і комунальних друкованих засобів масової інформації». Значна кількість досвідчених журналістів видання перейшла до новоствореного інтернет-ЗМІ «АрміяInform».

## Головні редактори
- До вересня 2013 — Володимир Вирва
- Вересень 2013 — квітень 2014 — Олексій Макеєнко
- Квітень 2015 — серпень 2018 — Роман Драпак
- Серпень — грудень 2018 — Андрій Задубінний (ТВО)